# György Pálóczi Horváth

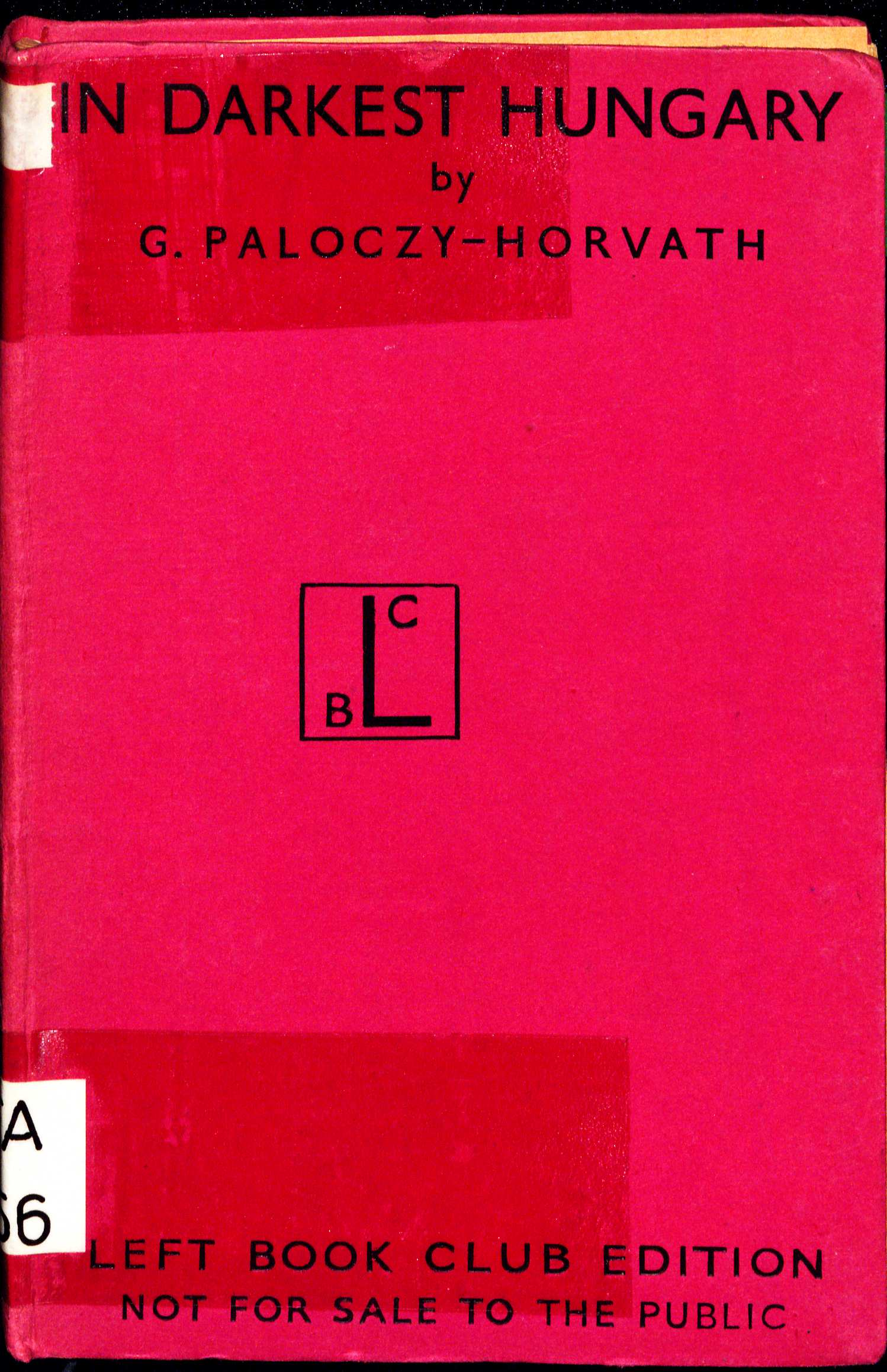
In Darkest Hungary (1944)

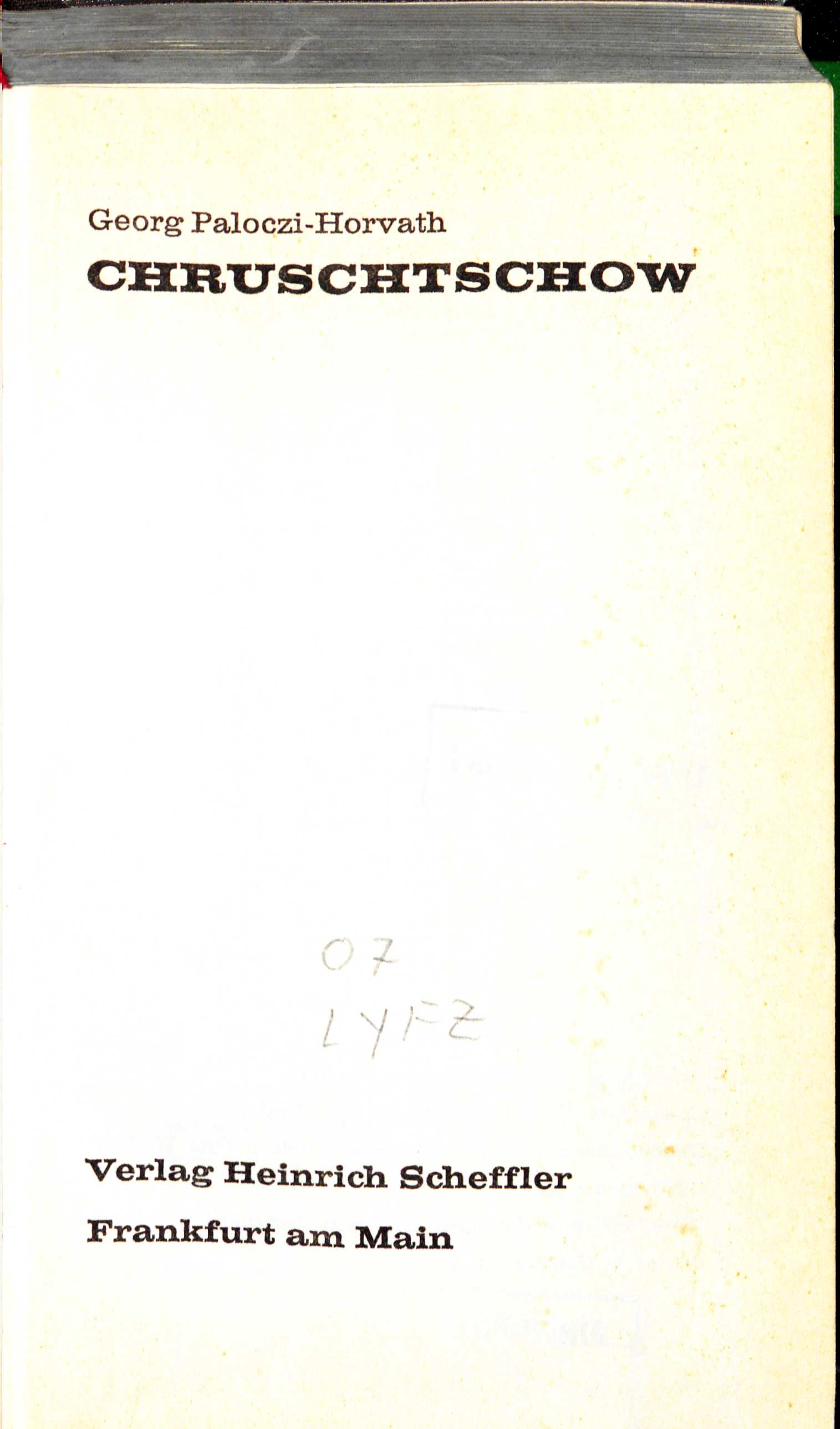
Chruschtschow (deutsche Übersetzung, 1960)

György Pálóczi Horváth (geboren 20. März 1908 in Budapest, Österreich-Ungarn; gestorben 3. Januar 1973 in London) war ein ungarisch-britischer Schriftsteller.

## Leben
György Pálóczi Horváth stammte aus einer Familie der ungarischen Oberschicht. Er studierte an der Universität Wien und am Franklin & Marshall College in den USA. Er arbeitete danach als Journalist beim Pesti Napló in Budapest. Pálóczi Horváth wurde Mitglied der Kommunistischen Partei Ungarns (MKP).
Während des Zweiten Weltkriegs, in dem Ungarn mit dem Deutschen Reich verbündet war, verließ er Ungarn und gelangte in das von den Briten kontrollierte Ägypten, wo sich er als Agent für die Special Operations Executive anwerben ließ. Bei Kriegsende ging er nach London und kehrte im Februar 1947 nach Ungarn zurück, wo er erneut der MKP beitrat. Er arbeitete für den Rundfunk und erhielt die Lizenz für ein politisches Magazin, wurde aber alsbald als westlicher Spion beschuldigt und verhaftet. Bis 1954 saß er im Gefängnis. Er schrieb dann für die Zeitschrift Irodalmi Újság. Nach der Niederschlagung des Ungarischen Volksaufstands verließ er Ende 1956 erneut das Land und schrieb in Großbritannien weiterhin für die ebenfalls ins Exil gegangene Zeitschrift Irodalmi Újság.
George Pálóczi-Horváth lebte seither mit seiner Familie in Richmond und schrieb in englischer Sprache Sachbücher zu gesellschaftlichen und politischen Fragen. Sein 1959 erschienenes autobiografisches Buch The Undefeated gewann den Atlantic Editors’ Non-Fiction Prize und den Prix de la Liberté. Pálóczi Horváth veröffentlichte politische Biografien zu Chruschtschow und Mao Tse Tung.

## Werke (Auswahl)
- Felelés ellen biztosító. Jugendbuch. Budapest : Révai Testvérek Irodalmi Intézet, 1933
- Isten veletek, Hobókǃ Jugendbuch. Budapest : Révai Testvérek Irodalmi, 1934
- Utazás a semmibe. Budapest : Világvárosi Regények, 1937
- Az utolsó pengő. Budapest : Világvárosi Regények, 1937
- Chamberlain a felelős – Európa két éve. Budapest, 1939
- Búcsú Európától. Roman. Officina, Budapest 1939.
- Amerika válaszúton. Budapest : Cserépfalvi Kiadó, 1940
- Balkán a viharban. Budapest, 1941
- In Darkest Hungary. Einleitung Mihály Károlyi. Victor Gollanz, Ausgabe für Left Book Club, London 1944.
- Ezermillió bennszülött a kapuk előtt. Budapest : Hungária Hírlapnyomda, 1948
- Freud vagy egy illúzió eredete. Budapest, 1948
- The Undefeated. Autobiografie. London : Big Ben, 1958
- Khrushchev : the road to power. London : Secker & Warburg, 1960
  - Chruschtschow. Übersetzung aus dem Englischen Rolf Hellmut Foerster. Frankfurt am Main : Heinrich Scheffler, 1960
- Mao-Tse-tung, emperor of the Blue Ants. London, 1962
  - Der Herr der blauen Ameisen - Mao Tse-tung. Übersetzung aus dem Englischen Rolf Hellmut Foerster. Frankfurt am Main : Heinrich Scheffler, 1962
- The facts rebel: the future of Russia and the West. London, Secker & Warburg, 1964
  - Rebellion der Tatsachen : Die Zukunft Russlands und des Westens. Übersetzung aus dem Englischen Walter Purgleitner. Frankfurt am Main : Scheffler, 1963
- Jugend. Schicksal der Welt. Ein Dokumentarbericht aus 4 Erdteilen. Zürich : Schweizer Verl.-Haus, 1965
- Stalin. Übersetzung aus dem Englischen Jutta Knust, Theodor Knust. Gütersloh : Bertelsmann, 1968
- The sexual revolution, a global situation report.
  - Sex : Umsturz des Tabus. Übersetzung aus dem Englischen Kurt Reis. Düsseldorf : Diederichs, 1968
- Alle Macht der Jugend? : Thesen zum Generationskonflikt unserer Zeit. Übersetzung aus dem Englischen Heidrun Stratmann. Gütersloh : Bertelsmann, 1970
- Youth up in Arms. London, 1971
- From monitor to missile boat. Coast defence ships and coastal defence since 1860.  Conway maritime, London 1992.